# Урма
Урма (перс. اورما) — село в Ірані, у дегестані Хушабар, в Центральному бахші, шагрестані Резваншагр остану Ґілян. За даними перепису 2006 року, його населення становило 882 особи, що проживали у складі 216 сімей.

## Клімат
Середня річна температура становить 13,14°C, середня максимальна – 27,45°C, а середня мінімальна – -1,10°C. Середня річна кількість опадів – 580 мм.
| Клімат поселення                              | Клімат поселення | Клімат поселення | Клімат поселення | Клімат поселення | Клімат поселення | Клімат поселення | Клімат поселення | Клімат поселення | Клімат поселення | Клімат поселення | Клімат поселення | Клімат поселення | Клімат поселення |
| Показник                                      | Січ.             | Лют.             | Бер.             | Квіт.            | Трав.            | Черв.            | Лип.             | Серп.            | Вер.             | Жовт.            | Лист.            | Груд.            |                  |
| Середній максимум, °C                         | 11,35            | 10,24            | 11,41            | 15,89            | 20,54            | 25,61            | 27,45            | 27,20            | 22,59            | 19,46            | 14,56            | 11,42            |                  |
| Середня температура, °C                       | 5,68             | 4,57             | 5,75             | 10,22            | 14,86            | 19,94            | 23,13            | 22,86            | 18,24            | 15,14            | 10,21            | 7,08             |                  |
| Середній мінімум, °C                          | 0,01             | −1,1             | 0,07             | 4,54             | 9,18             | 14,26            | 18,80            | 18,54            | 13,91            | 10,81            | 5,89             | 2,76             |                  |
| Норма опадів, мм                              | 50               | 44               | 63               | 61               | 41               | 22               | 12               | 22               | 50               | 77               | 61               | 77               |                  |
| Середньомісячна швидкість вітру, м/с          | 2.15             | 2.40             | 2.44             | 2.48             | 2.20             | 2.13             | 2.49             | 2.21             | 1.90             | 1.97             | 2.02             | 1.91             |                  |
| Середньомісячна сонячна радіація, кДж/м²·день | 7021             | 9356             | 11507            | 15926            | 19756            | 22410            | 23452            | 19807            | 16262            | 11228            | 8635             | 6682             |                  |
| --------------------------------------------- | ---------------- | ---------------- | ---------------- | ---------------- | ---------------- | ---------------- | ---------------- | ---------------- | ---------------- | ---------------- | ---------------- | ---------------- | ---------------- |
| Джерело:                                      |                  |                  |                  |                  |                  |                  |                  |                  |                  |                  |                  |                  |                  |